# Franc II. Francoski
Franc II. Francoski, francoski kralj od 1559 do smrti, mož škotske kraljice Marije Stuart * 19. januar 1544, Fontainebleau, † 5. december 1560, Orléans.
Franc II. je bil rojen na kraljevem dvoru v Fontainebleauju kot najstarejši sin francoskega kralja Henrika II. in Katarine Medici. Bil je vnuk Franca I. in Klavdije, vojvodinje Bretonske ter brat bodočih kraljev Karla IX. in Henrika III.. Bil je tudi prvi mož škotske kraljice Marije Stuart, s katero se je poročil 24. aprila 1558.
Po smrti škotskega kralja Jakoba V. je bila Marija na gradu Stirling Castle okronana za kraljico Škotske v starosti komaj 9 mesecev. Poroko med njo in dofenom Francem II. je organiziral Henrik II. leta 1548. Ko je bil poročni sporazum ratificiran, je bila Marija v starosti šest let poslana v Francijo, do poroke vzgojena na francoskem dvoru. 
Z njuno poroko v letu 1558 je bila dana možnost bodočim francoskim kraljem dobiti v roke škotski prestol kot tudi terjatev do angleškega prestola skozi Marijinega pradeda, angleškega kralja Henrika VII..
Leto po poroki je umrl Henrik II., Franc II., takrat še vedno star komaj 15 let, pa je bil v Reimsu okronan za francoskega kralja. Zaradi njegove mladoletnosti je formalno oblast v državi prevzela njegova mati, regentka Katarina Medici, dejansko moč pa sta v tem obdobju verjetno imela Marijina strica, François, vojvoda de Guise in Charles, vojvoda in kardinal de Chevreuse.
Franc II., ki je bil večino življenja v precej slabotnem stanju, je umrl brez potomcev 5. decembra 1560 za posledicami ušesne okužbe in kasnejše možganske ognojitve. Nasledil ga je njegov brat, Karel IX. (1550-1574).

## Vir
- Rose, Hugh James, Henry John Rose in Thomas Wright, A new general biographical dictionary, Vol. 7, (London, 1857), 436.

| Franc II. Francoski Valoijci, Angoulêmska vejaPodveja Kapetinške dinastijeRojen: 19. januar 1544 Umrl: 5. december 1560 |                                                         |                                                |
| Vladarski nazivi |                                                         |                                                |
| Predhodnik: Henrik II.                                                                                                  | Kralj Francije 10. julij 1559 – 5. december 1560        | Naslednik: Karel IX.                           |
| Škotska kraljevska družina                                                                                              |                                                         |                                                |
| NezasedenoZadnji nosilec nazivaMarija Guiška kot kraljica žena                                                          | Kraljica žena Škotske 24. april 1558 – 5. december 1560 | NezasedenoNaslednji nosilec nazivaHenry Stuart |
| Francoska kraljevska družina                                                                                            |                                                         |                                                |
| Predhodnik: Henrik II.                                                                                                  | Kronski princ Francije 31. marec 1547 – 10. julij 1559  | NezasedenoNaslednji nosilec nazivaLudvik XIII. |